# 石浦大雅
石浦 大雅（いしうら たいが、2001年11月22日 - ）は、東京都町田市出身（出生地は神奈川県）のプロサッカー選手。Jリーグ・愛媛FC所属。ポジションはミッドフィールダー（MF）。

## 来歴

### クラブ
小学校年代から東京ヴェルディのアカデミーに所属。2019年8月、2020年からのトップチームへの昇格が内定し、さらに同月トップチームに2種登録された。同年11月24日、J2第42節のFC岐阜戦で途中出場し、トップチームデビューした。
2023年1月8日、愛媛FCへ期限付き移籍。怪我で出遅れるがシーズン中盤から出場機会を増やし23試合5得点の活躍を見せ、J3リーグ優勝・J2リーグ昇格に大きく貢献した。シーズン終了後、愛媛へ完全移籍。

### 代表
2019年、U-18日本代表に選出され、海外遠征を経験。同年11月、 AFC U-19選手権2020 (予選)に出場した。

## プレースタイル
技術、パスセンスも高く、アイデアが豊富。
愛媛FCに期限付き移籍して以降、前線からの守備も惜しまないハードワーカーに成長。

## エピソード
出身地(生まれた病院)は神奈川県だが、育ちは東京都町田市。
町田は進化しているとのことで、自身の感覚では六本木、表参道、青山、町田の順で都会だと言っている。
憧れの選手は中村俊輔。
愛媛FCでチームメイトとなった木村卓斗からは、礼節がないと言われている。一歳年上の木村が途中加入時で馴染めずにいた際に、タメ口で先輩の振りをして話しかけていた。
プライベートのメンタルが弱い。
プロフィールに身長が169cmとあり、本人は身長が170.1cmあると言い張るが、再度計測した際に169cmだった。

## 所属クラブ
- FCトリプレッタ鶴川ジュニア
- 東京ヴェルディ1969ジュニア
- 東京ヴェルディ1969ジュニアユース
- 東京ヴェルディ1969ユース
  - 2019年8月 - 同年12月  東京ヴェルディ1969 (2種登録選手)
- 2020年 - 2023年  東京ヴェルディ1969
  - 2023年  愛媛FC (期限付き移籍)
- 2024年 -  愛媛FC

## 個人成績
| 国内大会個人成績 | 国内大会個人成績 | 国内大会個人成績 | 国内大会個人成績 | 国内大会個人成績 | 国内大会個人成績 | 国内大会個人成績 | 国内大会個人成績 | 国内大会個人成績 | 国内大会個人成績 | 国内大会個人成績 | 国内大会個人成績 |
| 年度             | クラブ           | 背番号           | リーグ           | リーグ戦         | リーグ戦         | リーグ杯         | リーグ杯         | オープン杯       | オープン杯       | 期間通算         | 期間通算         |
| 年度             | クラブ           | 背番号           | リーグ           | 出場             | 得点             | 出場             | 得点             | 出場             | 得点             | 出場             | 得点             |
| 日本             | 日本             | 日本             | 日本             | リーグ戦         | リーグ戦         | リーグ杯         | リーグ杯         | 天皇杯           | 天皇杯           | 期間通算         | 期間通算         |
| ---------------- | ---------------- | ---------------- | ---------------- | ---------------- | ---------------- | ---------------- | ---------------- | ---------------- | ---------------- | ---------------- | ---------------- |
| 2019             | 東京V            | 39               | J2               | 1                | 0                | -                | -                | -                | -                | 1                | 0                |
| 2020             | 東京V            | 34               | J2               | 3                | 0                | -                | -                | -                | -                | 3                | 0                |
| 2021             | 東京V            | 14               | J2               | 27               | 0                | -                | -                | 1                | 0                | 28               | 0                |
| 2022             | 東京V            | 14               | J2               | 20               | 1                | -                | -                | 1                | 0                | 21               | 1                |
| 2023             | 愛媛             | 25               | J3               | 23               | 5                | -                | -                | -                | -                | 23               | 5                |
| 2024             | 愛媛             | 25               | J2               | 30               | 6                | 1                | 0                | 2                | 0                | 33               | 6                |
| 2025             | 愛媛             | 5                | J2               |                  |                  |                  |                  |                  |                  |                  |                  |
| 通算             | 日本             | 日本             | J2               | 81               | 7                | 1                | 0                | 4                | 0                | 86               | 7                |
| 通算             | 日本             | 日本             | J3               | 23               | 5                | -                | -                | -                | -                | 23               | 5                |
| 総通算           | 総通算           | 総通算           | 総通算           | 104              | 12               | 1                | 0                | 4                | 0                | 109              | 12               |

- 2019年は2種登録選手

出場歴
- Jリーグ初出場 - 2019年11月24日 J2第42節 vsFC岐阜（味の素スタジアム）
- Jリーグ初得点 - 2022年5月28日 J2第19節 大宮アルディージャ戦 (味の素スタジアム)

## タイトル

### クラブ
愛媛FC
- J3リーグ：1回 (2023年)

## 代表歴
- U-18日本代表
  - 2019年 AFC U-19選手権 (予選)（英語版）（グループ1位）